# Genocid u Kaliforniji
Genocid u Kaliforniji odnosi se na ubijanje tisuća domorodačkih naroda Kalifornije koje su planski i sustavno provodili agenti vlade Sjedinjenih Država i civilni građani tijekom 19. stoljeća. Počelo je nakon američkog osvajanja Kalifornije iz Meksika i priljeva doseljenika zbog kalifornijske zlatne groznice, što je ubrzalo opadanje autohtonog stanovništva Kalifornije. Između 1846. i 1873., procjenjuje se da su doseljenici ubili između 9492 i 16.094 kalifornijskih domorodaca. Stotine do tisuće domorodaca planski su izgladnjivani ili su umirali od iscrpljenosti od prekomjerne radne eksploatacije. Porobljavanja, otmice, silovanja, odvajanje djece i raseljavanje bili su široko rasprostranjeni. Državna vlast i milicija aktivno je poticala, tolerirala i provodila ove akcije protiv domorodaca.
U knjizi iz 1925. godine Handbook of the Indians of California procijenjeno je da se autohtono stanovništvo Kalifornije smanjilo s oko 150.000 u 1848. na 30.000 u 1870. i dodatno palo na 16.000 do 1900. godine. Pad je uzrokovan bolešću, niskim stopama rođenih, izgladnjivanjem, ubojstvima i masovnim pokoljima. Kalifornijski domoroci, osobito tijekom zlatne groznice, bili su meta ubojstava. Doseljenici su isto tako između 10.000 i 27.000 domorodaca odveli na prisilan rad. Država Kalifornija koristila je svoje institucije kako bi favorizirala prava bijelih doseljenika u odnosu na prava domorodaca, oduzimajući im prava i tretirajućih ih kao građane drugog reda.
Od 2000-ih, nekoliko američkih akademika i aktivističkih organizacija, iz redova američkih domorodaca i europskih Amerikanaca, okarakteriziralo je razdoblje neposredno nakon američkog osvajanja Kalifornije kao razdoblje u kojem su državne i federalne vlade vodile genocid nad američkim domorodcima na teritoriju Kalifornije. Godine 2019. guverner Kalifornije Gavin Newsom ispričao se za genocid i pozvao na osnivanje istraživačke komisije kako bi se bolje razumjela tema i informirale buduće generacije.